# Rosneft
PJSC (Public joint-stock company) Rosneft Oil Company (in russo Роснефть?) è una azienda pubblica russa integrata, attiva nel settore dell'energia. Rosneft è specializzata nell'esplorazione, estrazione, produzione, raffinazione, trasporto e vendita di petrolio, gas naturale e prodotti petroliferi. La società è controllata dal governo russo attraverso la holding Rosneftegaz. La sede principale si trova a Mosca, nel distretto Balchug in prossimità del Cremlino. Il nome delle compagnia è un neologismo derivato dalle parole russe Rossiyskaya neft, ovvero "Petrolio russo".
Rosneft è stata fondata nel 1993 come azienda pubblica e poi incorporata nel 1995, con l'acquisizione di una serie di attività controllate dallo Stato russo nel settore del gas e del petrolio. È diventata la principale compagnia petrolifera russa in seguito all'acquisizione di tutti gli asset della ex-compagnia petrolifera Jukos tramite aste statali. Dopo aver acquisito anche la compagnia petrolifera pubblica TNK-BP nel 2013, al tempo una delle principali compagnie petrolifere russe, Rosneft è diventata la più grande società petrolifera quotata in borsa del mondo.

## Storia
Fondata in Russia nel 1993, la Rosneft diventa negli anni 2000 la maggiore industria petrolifera russa dopo aver acquisito all'asta nel maggio 2007 le attività della Jukos, la società petrolifera che aveva dichiarato bancarotta nell'agosto del 2006 dopo tre anni di contenziosi sugli arretrati fiscali e l'arresto del proprietario Michail Chodorkovskij che accuserà uno dei principali collaboratori di Vladimir Putin, Igor' Sečin, di aver organizzato il suo arresto per impossessarsi del suo patrimonio.. Tra i beni acquisiti anche cinque raffinerie e compagnie petrolifere Tomsk Oil Company e Samara Oil and Gas Company. Secondo gli esperti del quotidiano russo Vedemosti, il patrimonio di Jukos è stato acquistato da Rosneft con uno sconto del 43,4% sul prezzo di mercato. Nel 2007 gli ex beni di Jukos hanno fornito il 72,6% della produzione di petrolio e gas e il 74,2% della raffinazione primaria di Rosneft. Per quanto le acquisizioni di Jukos abbiano aumentato il debito di Rosneft di 26 miliardi di dollari, l'amministratore delegato Bogdančikov ritiene di poterlo ridurre al 30% entro il 2010 triplicando la capacità di raffinazione ed espandendosi in Cina.
Nel marzo 2013 Rosneft completa l'acquisizione di TNK-BP, la terza più grande compagnia petrolifera in Russia: una joint venture tra BP e ARR, società che rappresenta quattro miliardari di origine russa. BP riceve in cambio della sua partecipazione 12,3 miliardi di dollari in contanti e il 18,5% della quota di Rosneft, mentre ARR riceve 28 miliardi in contanti. Con questa acquisizione Rosneft diventa la più grande società petrolifera quotata, con una produzione di circa 4 milioni di barili al giorno.
Il 15 aprile 2013 la società rileva dalla famiglia Moratti il 13,70% della Saras e lancia l'opa sul 7,3% della società a 1,37 euro per azione. I fratelli Moratti cedono interamente le quote detenute personalmente, mentre la Sapa (titolare del 62,46%), scenderà al 50,02% a valle della vendita. Il progetto è di creare una joint venture nel trading. Nel 2015 il piano è abbandonato a causa delle sanzioni imposte nel 2014 alla Russia da Stati Uniti ed Europa in risposta alle interferenze di Mosca in Ucraina e all'annessione della penisola di Crimea. Rosneft cede l'8,99% e poi venderà il restante 17% all'inizio del 2017.
Nel 2013 BP acquisisce una quota del 19,75% della società, ceduta nel 2022 a seguito del conflitto tra Russia e Ucraina.
Nel settembre 2017 l'ex cancelliere tedesco Gerhard Schröder viene nominato presidente di Rosneft.

## Operazioni
Rosneft è attiva sia nell'upstream (esplorazione, perforazione ed estrazione) sia nel downstream (raffinazione, esportazione, distribuzione e vendita) di petrolio e gas naturale.
Oltre che in Russia, estrae idrocarburi in Kazakistan, Algeria, Venezuela, Brasile, USA, Canada, UAE, Norvegia, Vietnam e Georgia. Come raffinazione è attiva anche in Germania, Cina e Italia (dove è socio di minoranza con una quota del 12% della Saras).
Nel maggio 2013 la compagnia aveva una capitalizzazione sulla borsa di Londra di circa 46 miliardi di sterline (circa 54 miliardi di euro).

## Organigramma societario

### Direttivo

#### Consiglio di amministrazione
Da giugno 2022, i membri del Consiglio di amministrazione (CdA) di Rosneft sono:
| Nome                      | Nazionalità | Carica                                              | Azioni detenute               |
| ------------------------- | ----------- | --------------------------------------------------- | ----------------------------- |
| Taieb Belmahdi            | Qatar       | Presidente del CdA                                  | -                             |
| Igor Sečin                | Russia      | Amministratore delegato Vicepresidente del CdA      | 13.651.260 (0.12% del totale) |
| Aleksander Nekipelov      | Russia      | Vice-amministratore delegato Direttore indipendente | -                             |
| Andrey Akimov             | Russia      | Membro del CdA                                      | -                             |
| Hamad Rashid Al-Mohannadi | Qatar       | Membro del CdA                                      | -                             |
| Faisal Alsuwaidi          | Qatar       | Membro del CdA                                      | -                             |
| Pedro A. Aquino, Jr.      | Filippine   | Membro del CdA                                      | -                             |
| Vladimir Litvinenko       | Russia      | Membro del CdA                                      | -                             |
| Alexander Novak           | Russia      | Membro del CdA                                      | -                             |
| Maxim Oreshkin            | Russia      | Membro del CdA                                      | -                             |
| Aleksandr Uss             | Russia      | Membro del CdA                                      | -                             |